# Goupillières (Calvados)
Goupillières is een plaats en voormalige gemeente in het Franse departement Calvados en telt 151 inwoners (2004). De plaats maakt deel uit van het arrondissement Caen.

## Geschiedenis
De gemeente maakte deel uit van het kanton Évrecy tot het op 22 maart 2015 werd overgeheveld naar het kanton Thury-Harcourt en het maakte deel uit van de regio Basse-Normandie tot die op 1 januari 2016 fuseerde met de huidige regio Haute-Normandie tot de regio Normandië. op 1 januari 2019 fuseerde de gemeente met Trois-Monts tot de commune nouvelle Montillières-sur-Orne.

## Geografie
De oppervlakte van Goupillières bedraagt 2,3 km², de bevolkingsdichtheid is 65,7 inwoners per km².
De onderstaande kaart toont de ligging van Goupillières (Calvados) met de belangrijkste infrastructuur en aangrenzende gemeenten.

## Demografie
Onderstaande figuur toont het verloop van het inwonertal (bron: INSEE-tellingen).
Vanwege een beveiligingsprobleem met de MediaWiki Graph-software is het momenteel niet mogelijk deze grafiek weer te geven. Zodra de software is bijgewerkt zal de grafiek vanzelf weer zichtbaar worden.